# Bessas
Bessas é uma comuna francesa na região administrativa de Auvérnia-Ródano-Alpes, no departamento de Ardèche. Estende-se por uma área de 17,18 km². Em 2010 a comuna tinha 219 habitantes (densidade: 12,7 hab./km²).